# روونه (استان اوپوله)
روونه (به لهستانی: Równe) یک روستا در لهستان است که در گمینا گووبچتسه واقع شده‌است.